# Five Guys
Five Guys Enterprises, LLC est une chaîne américaine de restauration rapide spécialisée dans les hamburgers, les hot-dogs et les frites. La chaîne a son siège à Lorton, Virginie.

## Histoire
La société est établie à Lorton en Virginie, et ouvre son premier restaurant en 1986. En 2012, la chaîne compte plus de 1 500 restaurants, et 1 500 autres seraient en développement à travers le monde.

## Five Guys en Europe Francophone

### Five Guys France
Le 1er août 2016, Five Guys ouvre son premier restaurant en France à Bercy Village (Paris) et annonce en ouvrir 40 dans les trois années suivantes.
Cinq ans plus tard, l'enseigne annonce sa première fermeture en France. En effet, son restaurant de Nancy ferme le 31 décembre 2021, moins de deux ans après son ouverture.
La société est dirigée par John Eckbert.
|                                     | 2016    | 2017    | 2018     |
| ----------------------------------- | ------- | ------- | -------- |
| Chiffre d'affaires hors taxes en K€ | 3 565   | 13 330  | 37 863   |
| Résultat d'exploitation en K€       | - 2 893 | - 5 702 | - 7 073  |
| Résultat net en K€                  | - 3 983 | - 9 098 | - 13 527 |
| Effectif moyen annuel               | 49      | 243     | 600      |

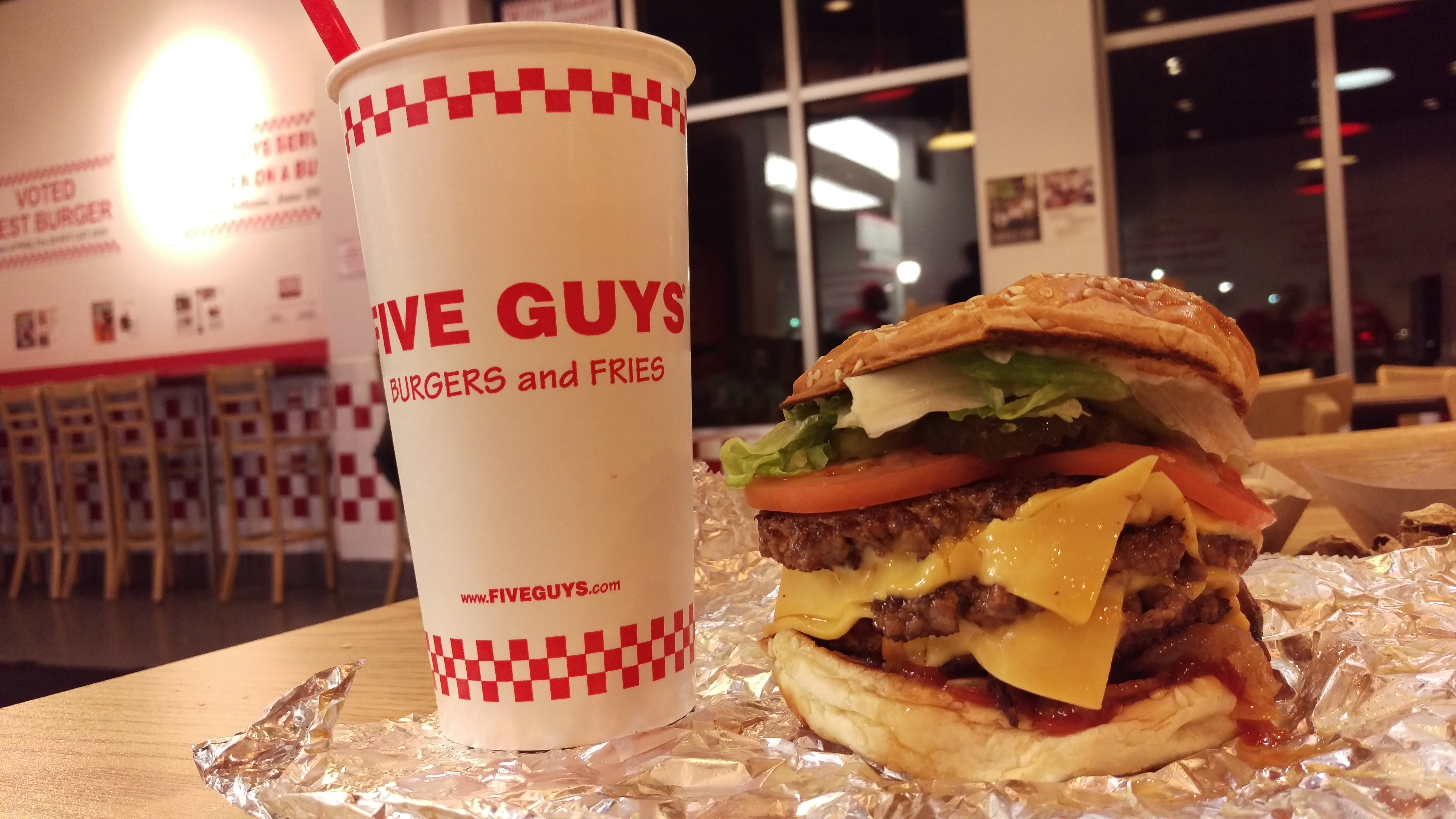
Cheeseburger de Five Guys.
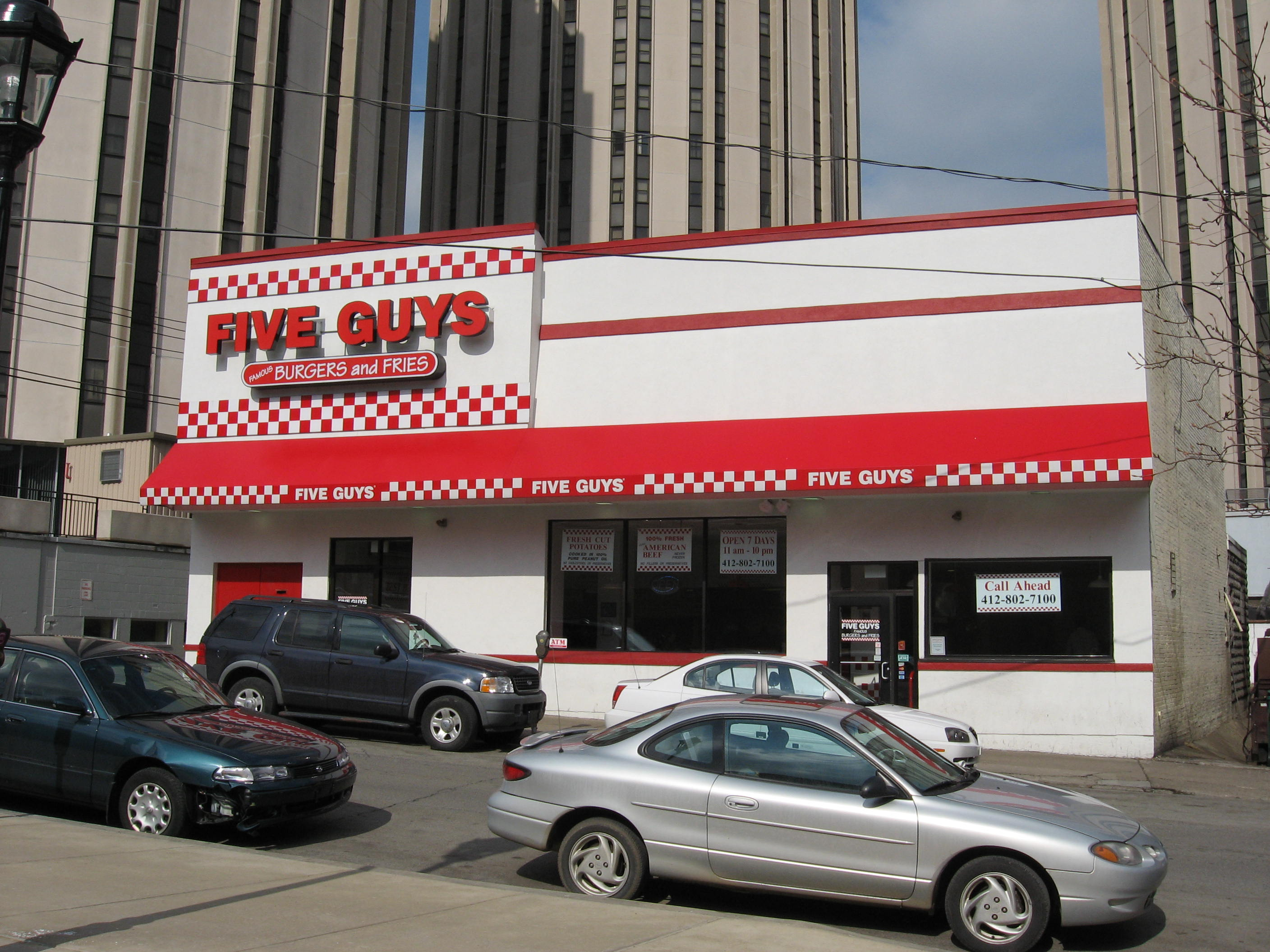
Five Guys de Pittsburgh.
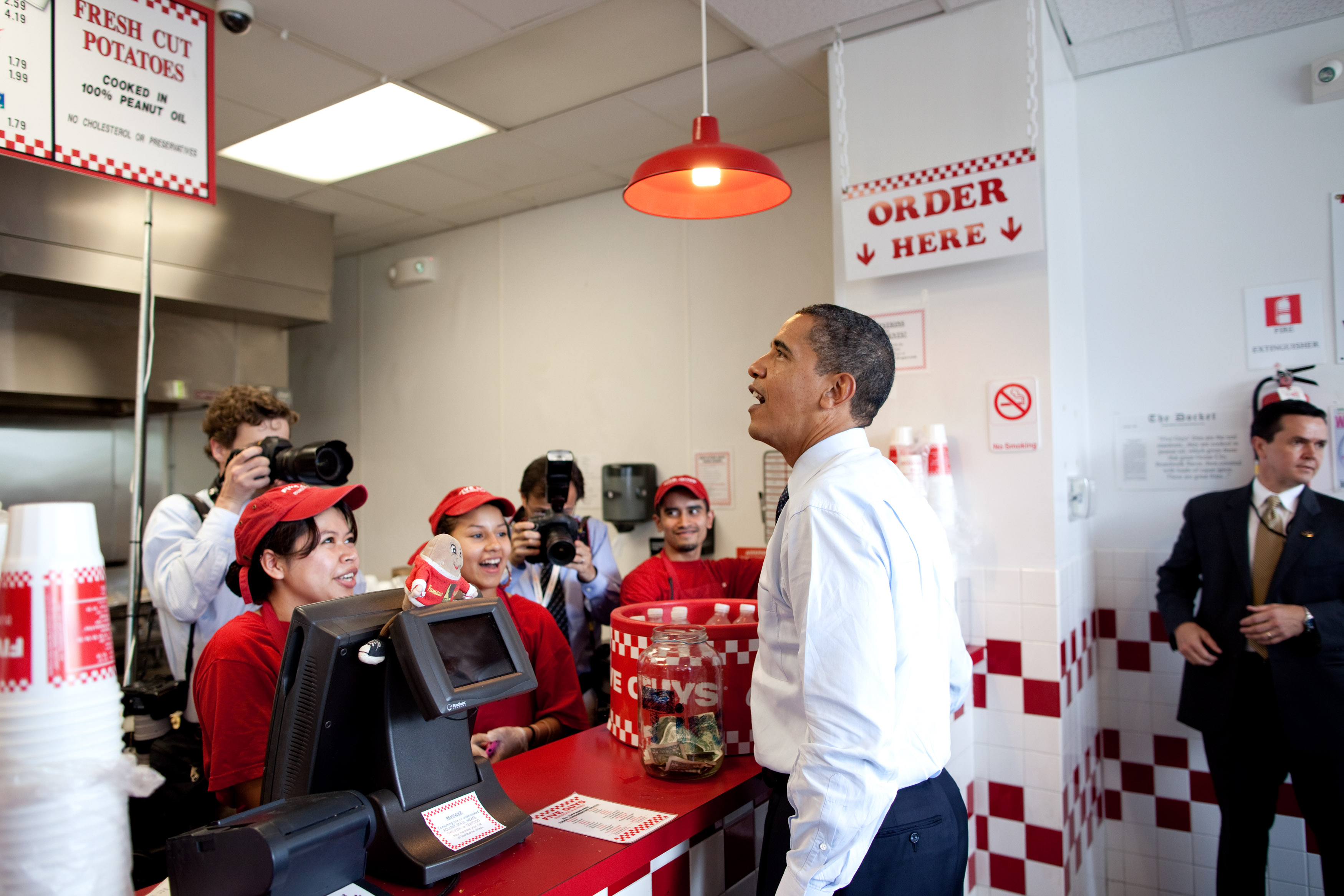
Barack Obama commande un déjeuner chez Five Guys à Washington, D.C., 2009

### Five Guys Belgique
Five Guys y est présent à Bruxelles (à Rue Neuve) et à Anvers.

### Five Guys Luxembourg
Five Guys y possède une enseigne à Luxembourg.

### Five Guys Suisse
Five Guys y possède quatre enseignes dont deux à Genève (Cornavin et Eaux-Vives), une à Lausanne et une à Landquart (canton des Grisons).